# 克里斯蒂內什蒂鄉
48°6′N 26°23′E / 48.100°N 26.383°E
克里斯蒂內什蒂鄉（羅馬尼亞語：Comuna Cristinești, Botoșani），是羅馬尼亞的鄉份，位於該國東北部，由博托沙尼縣負責管轄，面積64平方公里，海拔高度236米，2007年人口3,796，人口密度每平方公里60人。